# Rollie MacDonald
Pas d'image ? Cliquez ici
Roland MacDonald, plus communément appelé "Rollie", est un pilote automobile de stock-car canadien né à Pictou, Nouvelle-Écosse le 4 février 1944.
Il a fait ses débuts en 1965 à la piste Mountain Raceway, près de New Glasgow en Nouvelle-Écosse.
Il est une figure très populaire de l'univers du stock-car dans les Maritimes. Il a remporté le championnat MASCAR dans les Maritimes en 1984 et le championnat québécois QASCAR en 1986.
Il a remporté trois courses en ACT Pro Stock Tour à Scotia Speedworld (1989) et Sanair Super Speedway (1992 et 1993).
Champion du Maritime Pro Stock Tour en 2005.
Intronisé au Maritime Motorsports Hall of Fame en 2009.